# Tolerančni edikt (311)
Tolerančni edikt je 30. aprila 311 izdal rimski cesar Galerij v vzhodnorimski prestolnici Nikomediji in z njim je razglasil versko toleranco do vseh oblik verovanj, vključno s krščanstvom. Njegovo nadaljevanje je bil Milanski edikt (313) cesarja Konstatina Velikega.
V ediktu je Galerij zagotovil oprostitev kristjanom, ki so bili podvrženi takšnim muham in so padli v takšne norosti, da zaradi tega ne mislijo [cesar namreč - uporaba majestetične množine] upoštevati starih predpisov.
Zato naj zavoljo te njihove [cesarjeve] oprostitve, molijo k svojemu Bogu za njegovo varnost, za varnost države in za svojo varnost, da bi imela država neokrnjeno prihodnost na vsakem področju, in da bi lahko živeli varno na svojih domovih.
Njihova zaplenjena lastnina jim sicer ni bila povrnjena vse do leta 313, ko je Milanski edikt med drugim zagotovil vrnitev lastnine in plačilo odškodnine s strani države trenutnim lastnikom:
ista [lastnina] se mora povrniti kristjanom brez plačila ali zahteve po odškodnini in brez kakršnekoli prevare ali goljufije.
Edikt ukazuje provincialnim uradnikom izvrševanje ukazov z vso vnemo, da bi se tako lahko obnovil javni red in da bi nadaljevanje Božje naklonjenosti lahko ohranilo in pripomoglo k našemu uspehu kot tudi v dobro države.
Ko je leta 311 Maksimin prejel Galerijeva navodila o strpnosti, je zapovedal svojim podrejenim, naj prenehajo s preganjanjem, vendar ni ukazal izpustitve kristjanov iz zaporov in s prisilnega dela (de facto smrtne kazni) v rudnikih, kakor sta naredila Licinij in Konstantin na Zahodu. Po Galerijevi smrti je Maksimin popolnoma prezrl njegova navodila. Obnovil je preganjanja na vzhodnih področjih, ki jim je vladal, in spodbujal pisanje protikrščanskih prošenj. Ena takih, naslovljena na njega samega in na Licinija ter Konstantina, se je ohranila na kamnitem napisu v Arikandi, mestu v Likiji. V besedilu je poudarjena zahteva, da naj bi kristjane, ki so sicer že dolgo izdajalski in se še vedno upirajo, končno onemogočili, ne pa da ljudje trpijo zaradi neumnih novotarij, ki žalijo čast, ki gre bogovom.
Dejanska pisma, ki bi bila vklesana v kamen, niso bila nikoli odkrita. Kljub temu jih podrobno navaja Laktancij v delu O smrti preganjalcev (De mortibus persecutorum), ki podaja latinsko besedilo tako Galerijevega edikta, poslanega v Nikomedijo 30. aprila 311, kot tudi Licinijevega pisma o strpnosti in vzpostavitvi prvotnega stanja, naslovljenega na upravitelja Bitinije in poslanega v Nikomedijo 13. junija 313. Evzebij je obe besedili prevedel v grščino v svoji Cerkveni zgodovini. Njegova različica Licinijevega pisma je verjetno nastala iz prepisa, ki je bil poslan v Izrael (verjetno v Cezarejo) še isto poletje ali zgodaj jeseni. Kljub temu pa izvirnik tega prepisa Galerijevega edikta ostaja neznan. V delu Konstantinovo življenje je Evzebij izključil vlogo Licinija pri Milanskem dogovoru in ga označil kot zlo nasprotje svojega glavnega junaka Konstantina.